# Parc national de Sanjay
Le parc national de Sanjay est situé dans l'État du Madhya Pradesh en Inde.